# カイザイク
カイザイク（貝細工、学名：Ammobium alatum）は、キク科の1種である。カイザイク属 Ammobium は1属2種。
属の学名は「砂に生える」、種名は「翼がある」の意味。

## 分布
オーストラリア原産。
同属の A. craspedioides （Yass daisy）はニューサウスウェールズ州にのみ生息する。

## 特徴
半耐寒性の一年草。
草丈40〜60cm。茎に翼があり、葉は披針形である。
花は一重咲きで、花径4cmくらい。総苞片は金属光沢のある白で、二枚貝の内面のように見えるため「カイザイク」と呼ばれる。
乾燥したややアルカリ性の土を好む。

## 利用
ドライフラワーに使われる。